# Gothic (videojuego)
Gothic es un videojuego de rol desarrollado por Piranha Bytes y lanzado el 15 de marzo de 2001 para PC. Se caracteriza por ser un videojuego de mundo abierto que cuenta con la posibilidad de elegir diferentes opciones y obtener diferentes resultados en la experiencia. El jugador puede elegir unirse a diferentes cofradías en el marco de la trama principal, así como adquirir habilidades que sirvan para el desarrollo de la misma.
Ambientado en una colonia penal fantástica sellada por una barrera mágica, el juego sumerge al jugador en un mundo abierto lleno de peligros, intrigas y decisiones que moldean la narrativa. Con un sistema de progresión sin clases, donde los puntos de habilidad y la elección de cofradías definen el estilo de juego.
Considerado un clásico de culto, su enfoque en la libertad del jugador y la dificultad inicial lo convierten en una obra influyente en el género RPG.

## Argumento
El Reino de Myrtana (un ficticio reino inspirado en la cultura goda) se encuentra en el medio de una guerra desesperada contra la raza orca.
La única herramienta con la que el reino cuenta para defenderse ante dichas bestias es el mineral mágico, utilizado en la producción de armas y como moneda en el mundo de Gothic.
El rey de Myrtana, Rhobar II, contacta a los hechiceros más poderosos del Valle de las Minas. Los hechiceros son doce y están repartidos en los Círculos del Fuego y del Agua. El rey les solicita a ellos la creación de un domo mágico alrededor de la aldea minera del valle, con el objetivo de impedir que los prisioneros escapen de allí. La magia falla y el domo crece de forma exponencial, dejando a los hechiceros y mineros recluidos, y aislando el valle por completo. Los prisioneros del domo se rebelan y proceden a tomar el poder político, concibiendo tres diferentes centros urbanos o campamentos, que se dividen en base a sus planes para afrontar la situación.
- El Campamento Viejo: Es el centro urbano más grande y estructurado de la colonia, una fortaleza construida con troncos de madera alrededor de un antiguo castillo. El Campamento Viejo es la sede del rey en la colonia, ya que su funcionamiento provee mineral mágico a la corona a cambio de favores. Allí residen Gómez (el líder), los Magos del Fuego (hechiceros que fueron parte de la fundación del domo), los guardias (funcionarios del orden) y los prestigiosos magnates del mineral (nobles encargados del comercio con el mundo exterior). Gómez y los magnates son los líderes políticos que ejercen el poder en el campamento, mientras que el círculo de los Magos del Fuego vive cómodamente en el castillo y dedican sus vidas a la experimentación mágica, especialmente utilizando el fuego como recurso mágico. A las afueras del castillo viven las Sombras (una cofradía de guerreros experimentados), y los cavadores (personas en situación de esclavitud que trabajan forzosamente en las minas para extraer los minerales a cambio de comida y vivienda). Los habitantes residen en pequeñas cabañas de madera, algunas con más comodidades que otras según el estrato social. El Campamento Viejo es la primera urbanización en establecerse dentro de la colonia, y es la que goza de mejor infraestructura, debido a la concentración de riqueza de los magnates. El Campamento Viejo no tiene un plan de fuga definido, ya que se ha logrado establecer un orden social y la relación comercial con el rey establece un statu quo de comodidad para sus habitantes, que se refleja en la música tranquila y el ambiente cálido del centro urbano.
- El Campamento Nuevo: Es una urbanización levantada a orillas de una laguna, en la que se concentra una cofradía de ladrones y otra de mercenarios. El Campamento Nuevo también cuenta con un círculo de distinguidos magos, conocidos como Magos del Agua (poderosos hechiceros que utilizan el agua como elemento principal). El campamento cuenta con   un arrozal en el que trabajan campesinos, y una mina de mineral mágico conocida como la Mina Libre, en la que también trabajan esclavos y es supervisada por los mercenarios. El plan de fuga del Campamento Nuevo consiste en acumular una enorme cantidad de mineral cuyo poder mágico pueda ser utilizado por los Magos del Agua para contrarrestar el poder del domo y destruirlo. El Campamento Nuevo provee un ambiente más hostil y frío, con edificaciones de piedra y personajes menos amigables. Esto también se ve reflejado en la música que suena cuando el jugador transita el campamento.
- El Campamento del Pantano (La Hermandad o el "Campamento de la Secta"): Es una urbanización más alejada, ubicada en un pantanoso lago cercano a un templo abandonado en las montañas del valle. Es habitado por un grupo de religiosos que profesan la doctrina de El Durmiente (un Dios omnipresente que promete libertad y elevación espiritual a sus fieles). El Campamento del Pantano está liderado por un grupo de gurúes bajo el mando de Y'Berion, Cor Angar y Cor Kalom. También es conocido como el Campamento de la Secta o El Campamento de la Hermandad, ya que sus miembros se refieren a él como una hermandad, pero son considerados como una secta por otros campamentos. El plan del Campamento del Pantano para escapar del domo yace en la fe hacia El Durmiente, con la creencia de que pueden salir de allí a través de diversas señales o visiones ofrecidas por el dios. El Campamento del Pantano ofrece un aura muy espiritual, que también se refleja en la música meditacional y etérea. Sus adeptos utilizan la "hierba del pantano" (una planta con características similares a la marihuana) para comerciar con ella y como droga recreativa que les permite conectar con El Durmiente.

La historia de Gothic presenta a un héroe de identidad desconocida que es arrojado en el domo mágico por haber incurrido en un delito menor, y al cual la ley le brinda la posibilidad de ser el mensajero del rey, que tiene una misiva para los Magos del Fuego. El héroe acepta la propuesta y es arrojado al domo, donde recibe un golpe de un guardia llamado Bullit. El héroe es asistido por Diego, quien le brinda consejos y le sugiere unirse al Campamento Viejo con la posibilidad de convertirse en una de las Sombras que trabajan para Gómez.
El héroe es guíado por Diego hasta el Campamento Viejo, donde podrá realizar las primeras tareas a cumplir, pero también se le brinda al jugador la posibilidad de explorar el mapa por su cuenta. Una vez en el Campamento Viejo, el héroe puede ser guiado por Mordrag hacia el Campamento Nuevo, o por el gurú Baal Parvez hacia el Campamento del Pantano, lo cual amplia la posibilidad de realizar misiones y conocer personajes. A lo largo de la historia, el héroe traba amistad con Diego, Lester, Gorn y Milten, todos miembros importantes de los tres campamentos.
La historia de Gothic siempre gira alrededor de los tres campamentos, el jugador puede unirse a cualquiera de los tres (siempre cumpliendo con determinadas misiones y llegando a un nivel determinado). Este hecho no modifica la historia principal ya que todos los campamentos están unidos por el hilo conductor de la misma. 
Luego de unirse a uno de los tres campamentos, la historia se centra en el plan del Campamento del Pantano, cuya idea es invocar al dios Durmiente con el fin obtener respuestas por medio de una proeza mágica. Para esto será necesaria la ayuda del héroe, que debe recuperar varios objetos mágicos y trasladarse por diversas áreas del mapa, cumpliendo con las tareas que le son asignadas para avanzar en la trama.
Posterior a la invocación del Durmiente, se revela que la respuesta podría estar en las ruinas de un cementerio orco, pero luego de una sangrienta exploración, resulta ser que el plan de fuga del Campamento del Pantano no es viable. Las proezas del héroe parecieran no poder contra el domo mágico. Se pone entonces el foco en el Campamento Nuevo y su plan de utilizar todo el mineral acumulado. El héroe es asistido por el líder de los magos del Agua, Saturas, quien le pide obtener cuatro focos mágicos de piedra para poder concretar el plan. 
Una vez recuperados los focos, se revela que para poder destruir la barrera mágica deben estar presentes todos los magos del círculo que la construyeron, pero en un giro imprevisto el Campamento Viejo entra en crisis y sus hechiceros son asesinados. Sin otra posibilidad, Saturas le encomienda al héroe recurrir a Xardas, un mago ermitaño que vive aislado en la zona orca y que abandonó el círculo de magos para abocarse al estudio de la necromancia. 
Xardas brinda ayuda al héroe pero le hace saber que de todas formas el plan del Campamento Nuevo también es un error, ya que la única forma de escapar del domo es vencer al Durmiente. El héroe debe dirigirse hacia un viejo templo orco donde descansa el Durmiente, y debe enfrentarse a cinco poderosos sacerdotes orcos antes de desterrar al dios.
Con la ayuda de una antigua espada (Uriziel) y una armadura forjada de mineral mágico, el héroe avanza contra sus enemigos pero todavía no tiene la suficiente fuerza para derrrotar al Durmiente. Xardas le explica al héroe que deberá usar el poder mágico del mineral del Campamento Nuevo, ya que es la única forma de cargar la espada con la energía necesaria para derrotar al enemigo.
A riesgo de ser perseguido por los Magos del Agua, el héroe utiliza el poder mágico del mineral para cargar la espada Uriziel y escapa al templo para derrotar al Durmiente. Allí debe enfrentarse a poderosas criaturas. Luego de obtener cinco espadas de los sacerdotes derrotados y ya contando con el poder del mineral mágico, el héroe puede finalmente desterrar al Durmiente del mundo y derribar el domo mágico, logrando finalmente la libertad para todos los reclusos. El héroe queda atrapado bajo los escombros del templo, siendo luego asistido por la magia de Xardas y dando paso a la trama de Gothic II.

## Personajes

### Principales
- El Héroe: El protagonista de Gothic no tiene nombre. Es un joven de unos 30 años, con cabello rubio, barba candado y coleta. En el principio del juego viste unos harapos, que el jugador luego podrá reemplazar por armaduras o vestimenta de las diversas cofradías. En el código del juego se lo refiere simplemente como "pc_hero". Aunque su comportamiento depende en gran medida del jugador, muestra constantemente un irónico sentido del humor y una gran confianza en sí mismo. Si bien es leal a sus amigos, muestra una indiferencia despreocupada hacia las instituciones y las religiones, y a menudo se comporta como un canalla.
- Diego: El líder de las Sombras. Diego es un entrenado guerrero y cazador, con gran destreza y habilidades que ofrece su ayuda al héroe sin nombre al principio de su camino. Diego vive cerca del castillo en el Campamento Viejo, y puede oficiar como mentor y maestro del héroe, ya que puede enseñarle habilidades como Fuerza o Destreza, que le servirán al jugador para mejorar en combate con armas o arco y flecha, pero también acompaña al héroe durante su travesía para derribar el domo. Diego usa un arco de caza largo, luce un bigote y tiene una armadura de Sombra, ornamentada con diversos accesorios. También es muy irónico y goza de un gran sentido del humor.
- Lester: El líder de los novicios. Lester es el guía de los novicios del Campamento del Pantano, trabaja para los gurúes y tiene una estrecha relación con ellos, puede ser de gran ayuda si el jugador desea unirse a este campamento. Lester también se convierte en un amigo cercano del héroe y lo acompaña en diversas travesías para lograr su objetivo. Se lo puede encontrar en la entrada del Campamento el Pantano.
- Gorn: Gorn es un militar mercenario del Campamento Nuevo, desde el principio muestra buena relación con el héroe ya que lo puede ayudar a conseguir alojamiento en el mismo (con la tarea de derrotar a uno de los bandidos). Como mercenario, su labor es custodiar a los Magos del Agua y el mineral mágico del campamento, pero también es pirata ya que se dedica a planificar robos y saqueos de provisiones al Campamento Viejo. Gorn se vuelve amigo del héroe y comparten aventuras juntos. Viste una armadura plateada y utiliza un gran hacha con su nombre.
- Milten: Milten es uno de los Magos del Fuego que viven en el castillo del Campamento Viejo, su labor es estudio y la experimentación mágica, trabaja para el Gran Mago del Círculo de Fuego, Corristo. Milten es quien recibe el mensaje que trae el héroe del mundo exterior, y le ofrece una recompensa como pago. El héroe y Milten traban una amistad, el mago puede ayudar al héroe a convertirse en Mago del Fuego. Viste la túnica roja de los Magos del Fuego y no utiliza armas, solo una runa mágica con ataques de fuego.
- Xardas: Xardas es uno de los poderosos magos encargados de la construcción del domo mágico, originalmente integrando el círculo de los Magos del Fuego. Luego del error en la creación, el mago se marcha y se recluye en zona orca a dedicarse a su estudio sin la posibilidad de ser perturbado. Xardas es encontrado por el héroe y este lo asiste en su tarea de desterrar al Durmiente y liberar a los prisioneros. Viste una túnica negra ya que se dedica a la nigromancia, también puede enseñar magia al héroe dependiendo de la ocasión.
- El Durmiente: El Durmiente es una deidad adorada por la hermandad del Campamento del Pantano, lo que no se ve a simple vista es que El Durmiente oculta una poderosa presencia demoníaca, por lo cual debe ser eliminado para que la barrera mágica pueda caer.

### Secundarios
- Thorus: Thorus es el jefe de los guardias, es muy severo y con una actitud hostil. Thorus es el encargado de defender el castillo y puede ayudar al héroe a unirse al Campamento Viejo mediante la encomienda de una misión que involucra al contrabandista Mordrag.
  - Gómez: El magnate del mineral que lidera el Campamento Viejo, ejerce como soberano del mismo y controla el comercio con el rey y la economía general del campamento. Es Gómez quien decide admitir o no en sus filas a nuevos miembros, por lo cual es fundamental su participación si el jugador desea unirse al Campamento Viejo.
  - Saturas: El líder de los Magos del Agua, un sabio y experimentado mago que ayuda al héroe en su misión y es parte fundamental para la resolución de la historia, ya que es el nexo con Xardas. Puede enseñar magia al héroe. Viste la Gran Túnica azul de los Magos del Agua.
  - Cor Kalom: Alquimista y poderoso líder de los gurúes. Con su actitud apática, Cor Kalom igualmente logra ser un vínculo del héroe con el Campamento del Pantano y le brinda ayuda para la invocación del Durmiente. Kalom puede ayudar al héroe a convertirse en novicio de la hermandad, su participación en el campamento es decisiva.
  - Lee: El General Lee es el líder de los mercenarios del Campamento Nuevo, un experimentado guerrero con gran liderazgo y personalidad. Puede enseñar al héroe a mejorar su habilidad de combate.
  - Lares: El líder de los bandidos. Este personaje es, junto con Mordrag, el primer nexo del héroe con el Campamento Nuevo. Lares puede admitir al héroe en las filas de los bandidos si cumple los requisitos. También puede enseñar habilidades como Fuerza o Destreza.
  - Cronos: Mago del Agua y guardián del montículo de mineral mágico del Campamento Nuevo. Cronos puede enseñar magia al héroe, así como aumentar su maná, también tiene la posibilidad de comerciar con pociones y conjuros mágicos.
  - Cor Angar: Respetable guerrero y líder de los templarios. Cor Angar queda a cargo del Campamento del Pantano luego de la invocación del Durmiente y posterior crisis del campamento. Puede enseñar combate al héroe y admitirlo en las filas de los templarios dadas las condiciones y si así lo desea el jugador.
  - Raven: Raven es la mano derecha de Gómez, es un poderoso magnate del mineral que oficia como secretario personal de Gómez, por lo cual su participación es decisiva para unirse al Campamento Viejo.
  - Bullit: Es quien golpea al héroe al inicio de la historia. El héroe puede tomar represalias y buscarlo en el castillo del Campamento Viejo, pero debe procurar haber desarrollado sus habilidades lo suficiente, ya que Bullit es un guerrero experimentado.
  - Mud: Mud es un cavador/minero del Campamento Viejo que se obsesiona con el héroe y lo persigue, creyendo ser su amigo. El héroe puede solamente romper este vínculo si golpea a Mud.
  - El Señor del Arroz: El Señor del Arroz es un ricicultor encargado de los campos de arroz en el Campamento Nuevo, es quien supervisa el trabajo de los campesinos y está custodiado por Lefty y otros dos matones.
  - Lefty: Es un bandido que trabaja en el arrozal del Campamento Nuevo y es guardaespaldas de Lefty. Cuando el héroe llega al campamento, Lefty lo obliga a trabajar como aguatero en el mismo (El héroe puede decidir no hacerlo pero tendrá que combatir a Lefty).
  - Horatio: Un campesino del arrozal que ayuda al héroe dándole algunos puntos de fuerza si completa una tarea.
  - Mordrag: Mordrag es un carterista y contrabandista del Campamento Nuevo, perteneciente a la cofradía de bandidos. Se dedica a robar artículos a los magnates del mineral y revenderlos en el Campamento Viejo para obtener ganancia. Cuando Thorus se entera, encomienda al héroe encargarse de él (El héroe puede elegir derrotarlo o ser escoltado al Campamento Nuevo, donde Mordrag finalmente se queda). Puede ayudar al héroe a unirse al Campamento Nuevo como bandido, ya que si elige no pelear e ir juntos al campamento, este le regala un anillo para entregarle al jefe de bandidos Lares y presentarse cordialmente.
  - Bloodwyn: Guardia de uno de los distritos del Campamento Viejo. Al llegar al campamento, Bloodwyn le pide al héroe dinero para su protección, a lo que el jugador puede acceder o no. Si no accede, Bloodwyn intenta tender una trampa al héroe.
  - Jackal: Guardia de otro de los distritos del Campamento Viejo. Al igual que Bloodwyn, también pide dinero por protección. Sin importar la respuesta, Jackal no toma represalias efectivas.
  - Dexter: Comerciante de artículos varios y hierba del pantano del Campamento Viejo. Dexter es miembro de las Sombras y puede ayudar al héroe con su voto a favor para unirse al Campamento Viejo, con la condición de obtener para él una receta en el Campamento del Pantano.
  - Fisk: Comerciante de armas y armadura del Campamento Viejo. Fisk es neutral hacia el héroe, pero se enoja cuando se lleva a Mordrag o pelea con él, independientemente de cual sea el resultado. También le puede vender al héroe ropa de minero y una espada ornamentada para la sombra Whistler.
  - Whistler: Miembro de las Sombras del Campamento Viejo, Whistler encarga al héroe conseguirle una espada por medio de Fisk, ya que ambos están peleados. Puede ayudarlo con su voto a favor para unirse a las Sombras.
  - Sly: Miembro de las Sombras del Campamento Viejo, Sly busca obtener el amuleto del guardia Nek, por lo que encarga al héroe buscarlo y obtenerlo. Puede ayudarlo a unirse a las Sombras con su voto.
  - Scatty: Guardia y entrenador del Campamento Viejo. Scatty es encargado de entrenar guerreros y oficia como maestro de ceremonias y organizador en la arena de batalla. Puede enseñar combate al héroe y ayudarlo a unirse a las Sombras si vence a Kirgo y pelea con Kharim (independientemente del resultado).
  - Kirgo: Guardia y guerrero del Campamento Viejo. Kirgo puede ser desafiado a luchar contra el héroe y si este último vence, tendrá el voto positivo de Scatty para ser una Sombra.
  - Kharim: Mercenario que vive en el Campamento Viejo. Auspiciado por Gómez, Kharim es un luchador experimentado que nunca pierde sus batallas, puede ser desafiado por el héroe a combatir. Es un combate con mayor difícultad que el oponente Kirgo, por lo cual si el héroe lo vence tendrá el voto a favor y mayor experiencia.
  - Ian: Capataz de la Vieja Mina, la mina anexa al Campamento Viejo. Ian trabaja para Gómez y le encomienda al héroe una lista de provisiones que el héroe puede o no entregar al Campamento Nuevo para tender una trampa a los magnates del mineral.
  - Ashgan: Guardia encargado del nido de reptadores de la Vieja Mina, se ocupa de custodiar el nido de estas salvajes criaturas, el héroe debe pedir su permiso para explorar el nido.

El juego también cuenta con muchos otros personajes de diferentes cofradías. Habitualmente los personajes con nombres propios pueden tener relevancia o ser partícipes en las misiones, mientras que la mayoría son personajes no jugables genéricos que propician su presencia para darle vida al mundo pero no tienen mayor relevancia o solo realizan acciones mecánicas durante el desarrollo de la trama.

## Banda sonora
La banda sonora de Gothic, compuesta por Kai Rosenkranz, es ampliamente reconocida como uno de los pilares de la atmósfera inmersiva del juego. Rosenkranz, quien también trabajó en las secuelas de la serie, creó una partitura que combina elementos de música ambiental, orquestal y medieval, diseñada para reflejar el tono crudo y opresivo de la colonia penal. La banda sonora utiliza instrumentos como flautas, percusiones, cuerdas y coros sutiles para evocar una sensación de aislamiento, misterio y tensión, adaptándose dinámicamente a las diferentes ubicaciones del juego, como los asentamientos humanos, los templos oscuros y las tierras salvajes.
Temas icónicos, como el motivo principal del juego y las melodías asociadas a las cofradías, han sido elogiados por su capacidad para reforzar la narrativa y la identidad de cada facción. Por ejemplo, las piezas del Viejo Campamento transmiten un aire de autoridad y decadencia, mientras que las de la Hermandad del Durmiente incorporan tonos místicos y ominosos. Rosenkranz empleó un enfoque minimalista en ciertas áreas, utilizando sonidos ambientales y efectos sonoros para intensificar la inmersión, una técnica innovadora para los RPGs de la época.
La banda sonora fue producida con un presupuesto limitado, lo que llevó a Rosenkranz a priorizar la calidad emocional sobre la complejidad técnica. A pesar de estas restricciones, la música de Gothic ha sido celebrada por la comunidad de jugadores y críticos, quienes la consideran un componente esencial del estatus de culto del juego. En foros y retrospectivas, como las de Rock Paper Shotgun y la comunidad de modding, los fans han destacado la banda sonora como un elemento que perdura en la memoria, con algunos temas remezclados o reutilizados en proyectos de aficionados. La obra de Rosenkranz también sentó las bases para su trabajo posterior en la serie Gothic y otros títulos de Piranha Bytes, consolidándolo como un compositor clave en el género de los videojuegos.

## Jugabilidad
Gothic es un RPG de acción con un mundo abierto inmersivo y una jugabilidad centrada en la libertad del jugador, la narrativa y un sistema de progresión profundo. Ambientado en una colonia penal mágica, el juego destaca por su dificultad inicial, interacción realista con NPCs y ausencia de clases predefinidas, lo que permite personalizar al personaje según las elecciones del jugador.
- Progresión y puntos de habilidad: El personaje sube de nivel al acumular experiencia (matando enemigos, completando misiones o explorando). Cada nivel otorga 10 puntos de aprendizaje que se gastan con entrenadores para mejorar atributos (fuerza, destreza, maná) o aprender habilidades (combate cuerpo a cuerpo, arcos, ballestas, sigilo, robo, magia, etc.). Los entrenadores, ubicados en las cofradías o asentamientos, requieren pago en mineral (la moneda del juego) y, a veces, cumplir ciertos requisitos, lo que fomenta la planificación estratégica.
- Combate: Es dinámico y basado en el tiempo de las animaciones. Las armas cuerpo a cuerpo requieren combinar teclas para ejecutar combos, mientras que arcos y ballestas dependen de la precisión. La dificultad inicial es alta, ya que el protagonista empieza débil, pero mejora significativamente con entrenamiento.
- Magia: Está reservada para quienes se unen a cofradías mágicas (como el Círculo de Fuego). La magia se basa en runas, que consumen maná y permiten lanzar hechizos como bolas de fuego, telequinesis o curación. Cada runa pertenece a un círculo mágico (1 al 6), desbloqueado al avanzar en la cofradía y mejorar el maná.
- Cofradías: El jugador elige unirse a una de las tres facciones principales, lo que define su rol y acceso a habilidades:
  - Viejo Campamento (Guardias/Milicia): Enfocado en combate físico, fuerza y armas pesadas.
  - Nuevo Campamento (Mercenarios): Prioriza destreza, sigilo y armas a distancia.
  - Hermandad del Durmiente (Magos/Templarios): Centrado en magia o combate con apoyo espiritual. La elección de cofradía afecta la narrativa, las misiones y las habilidades disponibles, dando rejugabilidad.
- Mundo y exploración: El mundo es compacto pero denso, con ciclos día-noche que afectan el comportamiento de NPCs. La exploración recompensa con objetos, experiencia y secretos. Los enemigos son desafiantes, y muchas áreas requieren mejorar al personaje antes de aventurarse.
- Interacciones: Los NPCs tienen rutinas y personalidades, reaccionando a las acciones del jugador (como robar o atacar). Las decisiones en diálogos y misiones impactan la reputación y las relaciones con las cofradías.

## Marvin Mode y trucos
Gothic incluye un modo de trucos conocido como Marvin Mode, activado al abrir la pantalla de estadísticas (tecla "B" por defecto), escribir rápidamente "marvin" y cerrar la pantalla. Una vez activado, aparece el mensaje "MARVIN MODE ACTIVATED" en la esquina superior izquierda, y el jugador puede abrir una consola con la tecla F2 para introducir comandos. Estos permiten modificar atributos del personaje (como fuerza o nivel), generar objetos, teletransportarse, transformar al protagonista en NPCs o criaturas, y activar funciones como el modo dios o la regeneración de vida (tecla F8).
El nombre "Marvin" es una referencia a Guía del autoestopista galáctico de Douglas Adams, reflejando el humor característico de Piranha Bytes. Este modo no solo facilita el acceso a trucos, sino que también otorga un control casi total sobre el juego, permitiendo a los jugadores experimentar con mecánicas, explorar el mundo sin restricciones o solucionar problemas técnicos, como quedarse atascado en el entorno. Comandos como "edit abilities" para ajustar estadísticas o "insert" para generar objetos específicos (por ejemplo, "insert gorns_rache" para obtener el arma de Gorn) son ejemplos de su versatilidad.
La inclusión del Marvin Mode evidencia la intención de los desarrolladores de hacer Gothic un juego accesible para la experimentación. A diferencia de otros RPGs de la época que ocultaban o limitaban los trucos, Piranha Bytes integró este modo directamente en la versión base del juego, sin necesidad de modificaciones externas. Esta decisión refleja su filosofía de diseño, que prioriza la libertad del jugador y la interacción con el mundo del juego. Sin embargo, los desarrolladores advirtieron que algunos comandos, como "zfogzone", podían corromper partidas guardadas, recomendando precaución.
El Marvin Mode también se diseñó como una herramienta de desarrollo, utilizada por el equipo para probar mecánicas y escenarios durante la creación del juego. Al dejarlo accesible en la versión final, Piranha Bytes permitió a los jugadores y modders explorar el motor del juego, lo que contribuyó a la longevidad de Gothic en la comunidad de modding. En versiones modernas, como la de GOG, parches como el SystemPack 1.6 facilitan la activación del modo al ajustar la velocidad de escritura, mejorando la experiencia en sistemas actuales.
Esta accesibilidad a trucos, combinada con la dificultad inicial del juego, sugiere que los desarrolladores buscaban equilibrar el desafío con la posibilidad de personalizar la experiencia. El Marvin Mode no solo ofrecía una vía para superar obstáculos, sino que también invitaba a los jugadores a interactuar creativamente con el mundo de Gothic, reforzando su estatus como un RPG innovador y de culto.

## Recepción
El juego ha recibido críticas generalmente positivas de los críticos de juegos, anotando un promedio de 79.35% en GameRankings y 81/100 en Metacritic. IGN concluyó que "Gothic es una sólido experiencia de rol" y Eurogamer, dijo que se trata de un juego que "los desarrolladores deben mirar como un ejemplo de cómo un juego de rol se debe hacer". GameSpot dio al juego una opinión ligeramente menos positiva diciendo que a pesar de los logros de estilo gótico, en términos de historia y de diálogo, los jugadores aún pueden sentirse decepcionados por su desarrollo del carácter superficial y su mecánica de combate pobre.
Desarrollado por Piranha Bytes y lanzado en 2001, Gothic recibió elogios generalizados por su innovador diseño de mundo abierto, narrativa inmersiva y sistema de progresión sin clases, aunque también enfrentó críticas por su dificultad inicial y ciertos aspectos técnicos. En su lanzamiento, el juego fue bien valorado por la prensa especializada, obteniendo puntuaciones altas en publicaciones europeas y norteamericanas. Por ejemplo, PC Gamer alabó su atmósfera densa y la interacción realista con NPCs, calificándolo como "un RPG que redefine el género" con una puntuación de 86/100. 
La comunidad de jugadores acogió Gothic con entusiasmo, particularmente en Europa, donde se convirtió en un título de culto, especialmente en Alemania y Polonia. Su libertad de elección, la profundidad de las cofradías y el sistema de habilidades fueron destacados como puntos fuertes, mientras que la ausencia de una interfaz tutorial y los combates iniciales desafiantes generaron opiniones divididas. Con el tiempo, el juego ganó una base de fans leal, que valoró su enfoque sin concesiones y su rejugabilidad, lo que llevó a la creación de numerosas modificaciones y parches comunitarios para mejorar la experiencia en sistemas modernos.
Gothic es frecuentemente citado como un precursor de RPGs modernos de mundo abierto, influyendo en títulos como The Witcher y Elden Ring por su diseño orgánico y la interacción con el entorno. A pesar de no alcanzar el éxito comercial masivo de otros RPGs de la época, como Baldur’s Gate II, su impacto en el género y su legado perduran, con reediciones en plataformas como GOG y Steam que han revitalizado su popularidad. En retrospectiva, sitios como Rock Paper Shotgun y Eurogamer han destacado Gothic como un clásico atemporal, elogiando su capacidad para ofrecer una experiencia inmersiva sin "tomar de la mano" al jugador.